# Cimetière militaire Motor Car
 (janvier 2023).
La mise en forme du texte ne suit pas les recommandations de Wikipédia : il faut le « wikifier ».
Les points d'amélioration suivants sont les cas les plus fréquents. Le détail des points à revoir est peut-être précisé sur la page de discussion.
- Les titres sont pré-formatés par le logiciel. Ils ne sont ni en capitales, ni en gras.
- Le texte ne doit pas être écrit en capitales (les noms de famille non plus), ni en gras, ni en italique, ni en « petit »…
- Le gras n'est utilisé que pour surligner le titre de l'article dans l'introduction, une seule fois.
- L'italique est rarement utilisé : mots en langue étrangère, titres d'œuvres, noms de bateaux, etc.
- Les citations ne sont pas en italique mais en corps de texte normal. Elles sont entourées par des guillemets français : « et ».
- Les listes à puces sont à éviter, des paragraphes rédigés étant largement préférés. Les tableaux sont à réserver à la présentation de données structurées (résultats, etc.).
- Les appels de note de bas de page (petits chiffres en exposant, introduits par l'outil «  Source ») sont à placer entre la fin de phrase et le point final[comme ça].
- Les liens internes (vers d'autres articles de Wikipédia) sont à choisir avec parcimonie. Créez des liens vers des articles approfondissant le sujet. Les termes génériques sans rapport avec le sujet sont à éviter, ainsi que les répétitions de liens vers un même terme.
- Les liens externes sont à placer uniquement dans une section « Liens externes », à la fin de l'article. Ces liens sont à choisir avec parcimonie suivant les règles définies. Si un lien sert de source à l'article, son insertion dans le texte est à faire par les notes de bas de page.
- La présentation des références doit suivre les conventions bibliographiques. Il est recommandé d'utiliser les modèles {{Ouvrage}}, {{Chapitre}}, {{Article}}, {{Lien web}} et/ou {{Bibliographie}}. Le mode d'édition visuel peut mettre en forme automatiquement les références.
- Insérer une infobox (cadre d'informations à droite) n'est pas obligatoire pour parachever la mise en page.

Pour une aide détaillée, merci de consulter Aide:Wikification.
Si vous pensez que ces points ont été résolus, vous pouvez retirer ce bandeau et améliorer la mise en forme d'un autre article.
Le cimetière militaire Motor Car ou Motor Car Corner Cemetery est un cimetière militaire britannique de la Première Guerre mondiale, situé dans le village belge de Ploegsteert. Le cimetière est situé à 2 100 m au sud du centre du village et à seulement 600 m de la frontière française. Elle a été conçue par George Goldsmith et est entretenue par la Commonwealth War Graves Commission. Le site se présente sous la forme d'un rectangle étroit avec deux renfoncements en cascade dans le coin ouest et est entouré sur trois côtés par un mur de briques. Le site est bordé par un fossé le long de la rue. La Croix du Sacrifice est sur la gauche juste avant l'entrée.
Il y a 132 victimes enterrées.

## Histoire
À cet endroit, Motor Car Corner marquait le point qu'aucun véhicule n'était autorisé à dépasser. Le cimetière a été commencé en juin 1917 au début de la deuxième bataille de Messines et a été utilisé jusqu'à la fin mars 1918. Entre le 10 avril et le 29 septembre 1918, le cimetière était aux mains des Allemands à la suite de l'offensive allemande du printemps. Pendant cette occupation, elle a été étendue vers le nord avec des pertes allemandes. Ces tombes ont ensuite été enlevées. Une tombe allemande demeure.
Ils s'y trouvent 38 Britanniques, 9 Australiens, 84 Néo-Zélandais et 1 Allemand sont commémorés. Il y a 5 tombes qui n'ont pas pu être identifiés.

## Tombes
- Allan Holz et Ernest John Holz sont deux frères néo-zélandais décédés le 13 juin 1917. Ils sont enterrés les uns à côté des autres.

### Militaire distingué
- PGA Taylor, caporal dans le corps des mitrailleuses (infanterie) a reçu la médaille militaire (MM).

### Alias
- Le soldat Frederick Dodds a servi dans le Northamptonshire Regiment sous le pseudonyme de J. Smith.